# File Manager
File Manager (nomeado como Gerenciador de Arquivos em português brasileiro e Gestor de Ficheiros em português europeu) é um programa gerenciador de arquivos incorporado às versões do Microsoft Windows entre 1990 e 1999 e disponível desde 6 de abril de 2018 como download opcional para todas as versões modernas do sistema operacional, incluindo o Windows 10.
Ele tem uma interface gráfica de instância única, substituindo a interface de linha de comando do MS-DOS, para gerenciar arquivos (copiar, mover, abrir, apagar, pesquisar, etc.) e o gerenciador de arquivos MS-DOS Executive das versões anteriores do Windows. Apesar de o File Manager ter sido incluso no Windows 95, no Windows NT 4.0 e em algumas versões posteriores, o Windows Explorer foi introduzido e usado como gerenciador de arquivos primário, com o gerenciamento de arquivos sendo feito através de visualização de dois painéis, diferentemente do File Manager, e uma visualização de um único painel ao clicar em um ícone de "Meu Computador".

## Visão geral
A interface do programa mostra uma lista de diretórios do painel esquerdo e uma lista de conteúdos atuais dos diretórios no painel direito. O File Manager permite um usuário criar, renomear, mover, imprimir, copiar, pesquisar por, e apagar arquivos e pastas, bem como configurar permissões (atributos) como arquivo, somente leitura, oculto ou sistema, e associar os tipos de arquivos com os programas. Também estão disponíveis ferramentas para rotular e formatar discos, gerenciar pastas para compartilhamento de arquivos e para conectar e desconectar de um drive de rede. Em sistemas Windows NT, também é possível definir ACLs em arquivos e pastas em partições NTFS através do diálogo de configuração de segurança shell32 (também usado pelo Explorer e por outros gerenciadores de arquivos do Windows). Em unidades NTFS, arquivos individuais ou pastas inteiras podem ser comprimidas ou expandidas.
A versão para Windows NT permite que os usuários mudem as permissões de diretório, arquivo, local, rede e usuário.
Do Windows 95 e Windows NT 4.0 em diante, o File Manager foi substituído pelo Explorer. Entretanto, o arquivo de programa WINFILE.EXE foi mantido como o Windows 95, Windows 98 e Windows ME (executável de 16 bits), e o Windows NT 4.0 (executável de 32 bits). A última compilação de 32 bits do  WINFILE.EXE (4.0.1381.318) foi distribuído como parte do Windows NT 4.0 Service Pack 6a (SP6a). A última compilação de 16 bits do WINFILE.EXE (4.90.3000) foi distribuída como parte do sistema operacional Windows ME.
Ian Ellison-Taylor foi o desenvolvedor do shell no time do Windows 3.1 responsável pelo File Manager e Printer Manager.
O código-fonte foi lançado pela Microsoft no GitHub em 2018 sob uma licença MIT.

## Versões

### 16 bits
A versão original do File Manager foi um programa de 16 bits que suportou os 8.3 nomes de arquivos que eram usados na época.
Ele não suporta os arquivos com nomes estendidos que foram introduzidos no Windows NT 3.5 – incluindo arquivos com nomes grandes e/ou contendo espaços. Ao invés disso, ele mostra apenas os seis primeiros caracteres seguidos de um caractere til "~" e um número, usualmente o 1. Mais números (2, 3, e assim em diante) são adicionados após o til se mais de um arquivo com o mesmo caractere existe no mesmo diretório.
A versão de 16 bits distribuída em instalações com o Windows 3.1x e o Windows for Workgroups 3.1x contêm o bug do milênio devido a correlação lexicográfica entre a representação da data e o conjunto de caracteres ASCII; dois pontos e pontos e vírgulas substituíram o que seria '2000'. A Microsoft lançou binários corrigidos para todos os ambientes Windows 3.1x.

### Windows NT
O File Manager foi reescrito como um programa de 32 bits para o Windows NT. Esta nova versão corrigiu a manipulação de arquivos com nomes longos em adição aos sistemas de arquivos NTFS. Ele foi incluído com o Windows NT 3.1, 3.5, 3.51 e 4.0.

### Windows 10
Em 6 de abril de 2018, a Microsoft lançou binários e o código-fonte, licenciados sob uma licença MIT, para uma versão melhorada do File Manager capaz de rodar no Windows 10. Esta versão inclui mudanças como a capacidade de compilá-lo em versões modernas do Visual Studio, a possibilidade de compilar como uma aplicação de 64 bits, além de numerosas melhorias de usabilidade.